# Cypa brooksi
Cypa brooksi är en fjärilsart som beskrevs av Clark 1930. Cypa brooksi ingår i släktet Cypa och familjen svärmare. Inga underarter finns listade i Catalogue of Life.